# Jacobo Winograd
Jacobo Luis Winograd Messing (Santiago de Chile, 16 de agosto de 1951) es un empresario, actor, mediático, comediante y conductor de radio chileno naturalizado argentino.

## Biografía
Su padre, Saul Winograd, era polaco y su madre, Marta Messing, alemana, y se conocieron en el campo de concentración de Auschwitz, del que escaparon. Jacobo Winograd llegó a la Argentina desde Chile, junto a sus padres y cinco hermanas (de las cuales dos son mellizas) cuando tenía 4 años. Se instalaron en el barrio de Mataderos, y al poco tiempo, su madre los abandonó. Debido a la precaria situación económica y a la dificultad para criar a sus hijos, su padre decidió internarlo en un asilo de niños y ancianos de la AMIA en Burzaco, y a sus hermanas en un colegio de mujeres. Jacobo escapó de ese asilo a los 13 años.
A la edad de veintidós años, estuvo preso un mes por promesa de boda. Según relata él mismo:

Era la hija del comisario, fue durante la época del proceso. Como no me casé me mandaron preso, pero salí en menos de un mes.

En 1988 hizo saltar la banca del Casino de Mar del Plata, ganando cerca de 4.200.000 dólares, aunque fue perdiendo paulatinamente dicha fortuna por haberla vuelto a jugar. En el año 1996 nació su única hija, llamada Nazarena. Winograd afirma que desde su nacimiento no ha vuelto a jugar en un casino aunque se lo ve casi cotidianamente en el Casino flotante de Puerto Madero.
Él mismo se llamó a sí mismo como Ludópata.

## Carrera

### Antes de ser mediático
A lo largo de su vida se dedicó de manera a diversos negocios, como la industria textil y el alquiler de autos. Sin embargo, a partir de 1995 comenzó a trabajar en la televisión. En 1999 actuó por primera y única vez en cine, en la película "Trampa para gatos III: el regreso de Jacobo", junto a Flavia Miller y bajo la dirección de Víctor Maytland.
Su salto a la fama se produciría en 1996, participando en el programa Mediodía con Mauro, del conductor Mauro Viale, opinando sobre el Caso Cóppola. Allí, participaba junto a otros invitados y personajes de la baja farándula, que debatían sobre la realidad del país. Hacia fines de la década de 1990 continuó asistiendo a dichos programas, aunque sus apariciones eran más numerosas en señales de cable.

### Participaciones en diversos programas y escándalos
A partir de 2000 comenzó a concurrir a programas de televisión que se basaban en la vida de la farándula (comúnmente llamados como "programas de chimento"), como Rumores, Intrusos en el Espectáculo e Indomables. Allí ganaría popularidad como invitado soez, que ponía incómodo a los demás invitados o bien a los panelistas del programa en cuestión, a raíz de sus comentarios (véase más abajo, en el enlace a Wikiquote).
Protagonizó peleas con la vedette Silvia Süller en varias ocasiones ante cámara, e incluso estuvo a punto de abrirle una causa por discriminación ante la Justicia en abril de 2001. De hecho fue la vedette quien, a través de una canción, le impuso su apodo Chizito, en clara alusión al tamaño de su pene. Tras estos hechos su fama continuó creciendo.
A fines de 2001 concurrió a declarar en el caso judicial por la muerte del popular cantante Rodrigo Bueno, alegando que tenía una buena relación con él y aducía saber algunas cosas que Patricia Pacheco le había confiado. En su declaración judicial afirmó que en la camioneta donde viajaba Rodrigo con Patricia hubo una pelea, defendiendo así a Alfredo Pesquera, otro de los acusados.
A principios de 2002 se grabó una canción titulada Billetera mata galán en homenaje a su frase homónima. Y también grabó El Maizal de Jacobo junto al padre de Tamara Paganini para desmentir los rumores de la pequeñez de su miembro viril, que había inaugurado Silvia Süller también con una canción.
En el año 2002, llegaría al apogeo de su fama, concurriendo con mucha frecuencia al programa ZapTV, conducido por Marcelo Polino y transmitido por Crónica TV. En ese programa acentuó su personalidad desafiante, teniendo sucesivas peleas verbales y físicas con Guido Süller, Silvia Süller, Mich Amed, Ricardo García y otros invitados. Como el programa había recibido cuantiosas multas por parte del Comfer porque su vocabulario y contenido no era el adecuado para el horario en el que se transmitía (15:00 h), fue levantado a principios de 2003.
Durante 2003 y parte de 2004, siguió involucrándose en peleas con otras celebridades a través de declaraciones radiales o notas periodísticas. Sus apariciones públicas fueron haciéndose cada vez más esporádicas.
Durante un breve tiempo en 2004 fue panelista del programa de debate político conducido por Gerardo Sofovich, Polémica en el bar, junto a periodistas como Chiche Gelblung y Baby Etchecopar. No obstante se alejó de aquel elenco argumentando diferencias ideológicas con Sofovich.
En el año 2012, participó nuevamente en el programa Polémica en el Bar.

### Ocaso mediático
Alejado de la televisión, durante la temporada de verano 2005/2006 trabajó en la obra teatral "Duro de Callar", junto a Roberto Pettinato y Elizabeth Vernaci, donde se interpretó a sí mismo, recordando anécdotas de sus apariciones televisivas entre musicales, desprendiendo también algunos secretos de la farándula.
En 2006 condujo un programa de radio llamado Le toque a quien le toque por Radio La Red de lunes a viernes de 15:00 a 16:00.
En 2007, según dichos propios, fue convocado para GH Famosos, pero por desacuerdos con la producción habría sido descartado. Según él, Pablo Tamagnini entró en su lugar.
En noviembre de 2007 apareció una única vez en el programa Los Profesionales de Siempre, contando que se le impuso un embargo por supuesto incumplimiento en la cuota alimentaria de su hija Nazarena.
Winograd atribuyó su alejamiento de la televisión desde la época de ZapTV a una supuesta censura por parte de los canales televisivos.

### Resurgimiento
Durante la primera mitad del año 2010, comenzó a aparecer cada vez más frecuentemente en varios programas televisivos como invitado, opinando sobre diferentes temas. Por ejemplo, durante el verano, opinó en varios "programas de chimento" sobre varios famosos, tras los problemas personales sufridos por la vedette Nazarena Vélez, en marzo, tras sufrir un robo, opinó sobre la inseguridad en la Argentina, debate que ya se había iniciado tras declaraciones públicas sobre el tema por Susana Giménez, a quién también criticó. Durante este período popularizó frases como "¡no son gatos, son pumas de bengala", refiriéndose a las modelos y vedettes de la televisión argentina en general.
En junio de 2009 opinó también sobre el caso del supuesto hijo no reconocido de Guido Süller, manifestando que para él no eran padre e hijo sino pareja
Se rumoreó que Winograd incursionaría en julio de 2009 como conductor, con un programa denominado Le toque a quien le toque, por la señal de cable Crónica TV. Pero finalmente este proyecto fue desestimado. Winograd debutó el 27 de julio como panelista del programa Un mundo perfecto, conducido por Roberto Pettinato, por América TV, donde compartió el panel con Guillermo Pardini y Amalia Granata, entre otros. Si bien iba a trabajar como panelista, Jacobo apareció solo unas pocas veces en el programa.
A su vez, en julio de 2009 ingresó al segmento Gran Cuñado Vip, del programa Showmatch, conducido por Marcelo Tinelli, una imitación suya interpretada por el humorista Campi que en su aparición debut marcó picos de 28,6 puntos de rating.
En agosto del año 2010 Jacobo empezó a acusar a Amigacho de ser un impostor, lo que llevó a protagonizar varias peleas con Amigacho en el programa Siete en Uno con la aparición de otros personajes como Guido Suller, Tomas o Adriana Aguirre. Jacobo dijo que Amigacho tenía un privado y que fue novio de Guido Suller, Amigacho negaba todo eso y por tantas peleas tenía pesadillas donde Jacobo se le aparecía y le decía: "Vas a hablar bien".
En el verano 2010 protagonizó en Mar Del Plata en el Teatro La Campana la obra "Trastornados" junto a La Tota Santillán y junto a las modelos Marixa Balli, Victoria y Stefanía Xipolitakis y Amalia Granata.
En junio de 2012 comenzó con su programa de radio "Toque a quien le toque" por Radio 10 que duró un solo programa por problemas con la emisora.

### Casamiento
El domingo 12 de enero de 2020, Jacobo Winograd se casó en el programa argentino de Lizy Tagliani (El precio justo), con Silvia Süller. El casamiento fue muy criticado por muchos argentinos, dado que no se casaban "por amor", sino que por interés. No obstante a ello, Jacobo en el programa de Carlos Monti en Radio 10 comentó que "no nos casamos por amor, sino que somos dos amigos que se casan para compartir un cafecito, una cena"